# Blue Angel Tour
«Blue Angel Tour» fue la primera y única gira realizada por la banda Blue Angel, donde participaba Cyndi Lauper, con el fin de promocionar a la banda.

## Listado de Canciones[2]
El listado de canciones varia depende el lugar; el siguiente listado de temas pertenece al 13 de noviembre de 1980 en Nueva York.
- Take A Chance
- Just The Other Day
- Lipstick On Your Collar
- Anna Blue
- Cut Out
- Fade
- I Had A Love
- Don't Know
- Maybe He'll Know
- I'm Gonna Be Strong
- Late
- Hound Dog

## Créditos[3]
(Banda Blue Angel)
- Cyndi Lauper - Cantante
- John Turi - Teclados y Sax
- Johnny "Bullet" Morelli - Batería
- Lee Brovitz - Bajo
- Arthur "Rockin 'A" Neilson - Guitarra